# Інбар Лаві
Інбар Лаві (івр. ענבר לביא, англ. Inbar Lavi; нар. 27 жовтня 1986, Рамат-Ган) — ізраїльсько-американська акторка. Найбільш відома за роллю Єви в серіалі «Люцифер».

## Біографія
Народилася 27 жовтня 1986 року в місті Рамат-Ган, Ізраїль. Лаві вивчала балет і сучасні танці в середній школі Кір'ят Шарет в Холоні. Потім вивчала акторську майстерність у школі Софі Московіц у Тель-Авіві. 2004 року вона переїхала спочатку в Нью-Йорк, а потім у Лос-Анджелес, де почала свою кар'єру. Позувала для журналів «Sports Illustrated», «Maxim», «FHM» та інших.
Дебютувала на телебаченні 2008 року. У перші роки кінокар'єри знімалася переважно в епізодах різних американських телесеріалів. З 2012 до 2013 року знімалася в серіалі «Недоуспішні». 2013 року зіграла головну роль у фільмі жахів «Будинок пилу». 2014 року знялася в серіалі «Злочинні зв'язки». 2015 року зіграла в серіалі «Останній корабель» та фільмі «Останній мисливець на відьом». У 2017—2018 роках знімалася в серіалі «Самозванці».
2018 року отримала премію «Women's Image Network Awards» в категорії «Краща акторка драматичного серіалу».
2019 року зіграла Єву в серіалі «Люцифер».

## Фільмографія
| Рік       |   | Українська назва             | Оригінальна назва              | Роль                    |
| --------- | - | ---------------------------- | ------------------------------ | ----------------------- |
| 2008      | ф | Синонім                      | Synonymous                     | Шалев                   |
| 2008      | с | Розпещені                    | Privileged                     | Фіона                   |
| 2009      | с | Шукачка                      | The Closer                     | Ванесса Алмассіан       |
| 2009      | с | Антураж                      | Entourage                      | Сейді                   |
| 2009      | с | Та, що говорить з привидами  | Ghost Whisperer                | Брианна                 |
| 2009      | с | Мислити як злочинець         | Criminal Minds                 | Джина Кінг              |
| 2009      | с | Зіткнення                    | Crash                          | Сідні                   |
| 2010      | с | C.S.I.: Місце злочину Маямі  | CSI: Miami                     | Майя Фару               |
| 2010      | с | У простому вигляді           | In Plain Sight                 | Флора Монтеро           |
| 2010      | ф | Казки про стародавню імперію | Tales of an Ancient Empire     | Елана                   |
| 2011      | ф | Королі вулиць 2              | Street Kings 2: Motor City     | Лейла Салліван          |
| 2011      | ф | Дістати ту дівчину           | Getting That Girl              | Дженна Джеффріс         |
| 2011      | с | Ангели Чарлі                 | Charlie's Angels               | Домінік Беррі           |
| 2011      | ф | Великий льох                 | Underground                    | Ліліт                   |
| 2012      | ф | Іммігранти                   | Immigrants                     | Мірі                    |
| 2012      | ф | Гроші: Американська мрія     | For the Love of Money          | Талія                   |
| 2012      | с | CSI: Місце злочину           | CSI: Crime Scene Investigation | Честіті                 |
| 2012—2013 | с | Недоуспішні                  | Underemployed                  | Ревіво                  |
| 2013      | ф | Будинок пилу                 | House of Dust                  | Емма                    |
| 2014      | с | Злочинні зв'язки             | Gang Related                   | Вероніка «Ві» ДОТС      |
| 2014      | с | Сини анархії                 | Sons of Anarchy                | Уінсом                  |
| 2015      | с | Касл                         | Castle                         | Фарра Дарваца           |
| 2015      | с | Останній корабель            | The Last Ship                  | лейтенант равітія Бівас |
| 2015      | ф | Останній мисливець на відьом | The Last Witch Hunter          | Соня                    |
| 2017      | с | Втеча з в'язниці             | Prison Break                   | Шиба                    |
| 2017—2018 | с | Самозванці                   | Imposters                      | Медді                   |
| 2018      | ф | Співчуваю вашій втраті       | Sorry for Your Loss            | Лорі                    |
| 2019      | с | Люцифер                      | Lucifer                        | Єва                     |
| 2020      | с | Стамптаун                    | Stumptown                      | Макс                    |